# شینگون
شینگون (به ژاپنی: 真言宗 Shingon-shū) یکی از فرقه‌های دین بودایی در ژاپن است. این فرقه در دوره هی‌آن (سال‌های ۱۱۸۵–۷۹۴) توسط کوکای (سال‌های حیات ۸۳۵–۷۷۴) بنیان‌گذاری شد. شینگون مکتبی کاملاً باطن‌گرایانه است.